# 玖珂パーキングエリア
玖珂パーキングエリア（くがパーキングエリア）は、山口県岩国市玖珂町の山陽自動車道にあるパーキングエリア。

## 道路
- E2 山陽自動車道

## 施設
2015（平成27）年に上下線と共にトイレをリニューアルオープンをした。

### 上り線（広島方面）
- 駐車場
  - 大型 40台
  - 小型 28台
  - 車椅子用駐車場有
- トイレ
  - 男性 大3（和式1・洋式2）・小7
  - 女性 14（和式2・洋式12）
    - 同伴の子供用 1

  - 車椅子用 1
- スナック（7:30 - 19:30）
- ショッピング（7:30 - 19:30）
- 宅配サービス
- 自動販売機
- 電子マネーEdy対応

### 下り線（山口方面）

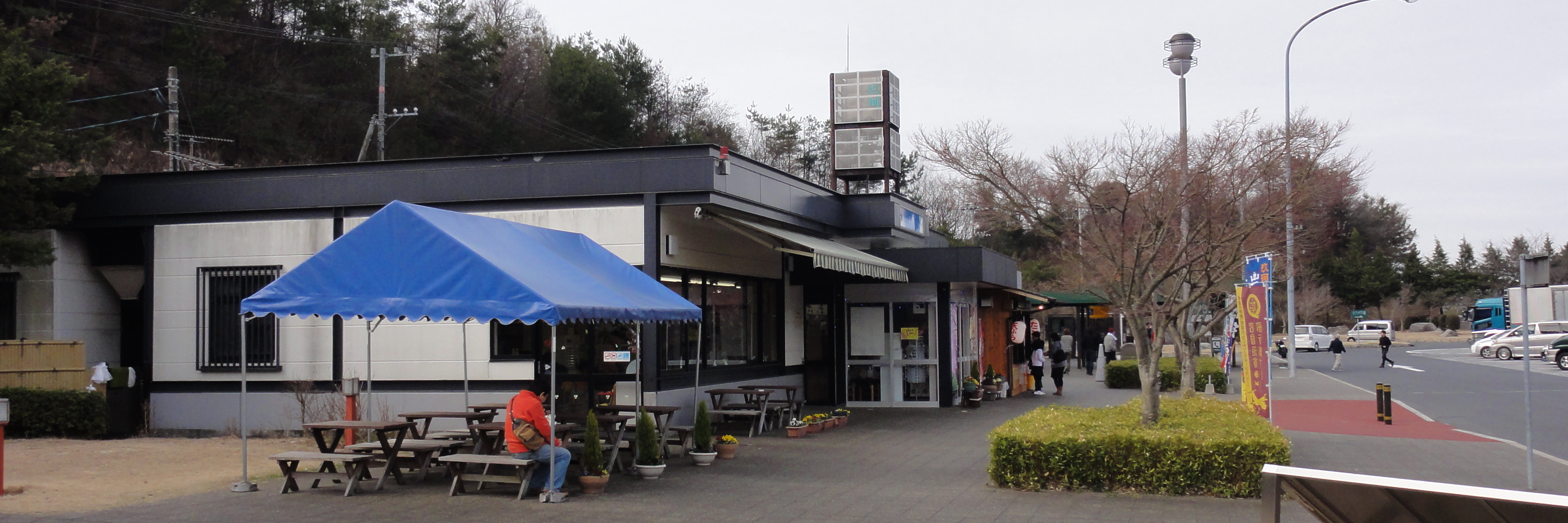
リニューアル前の下り線施設

- 駐車場
  - 大型 41台
  - 小型 26台
  - 車椅子用駐車場有
- トイレ
  - 男性 大3（和式1・洋式2）・小7
  - 女性 14（和式2・洋式12）
    - 同伴の子供用 1

  - 車椅子用 1
- スナック（7:30 - 19:30）
- ショッピング（7:30 - 19:30）
- 宅配サービス（7:30 - 19:30）
- 自動販売機
- 電子マネーEdy対応

## その他
- 2005年（平成17年）9月7日の台風14号の影響で、岩国IC - 玖珂IC間 340KP付近で上り線の路面が50mに渡って崩落する災害が発生し、区間内にある当PAも営業休止となっていたが、同年12月1日に復旧し当PAも営業再開された。
- 上り方向は途中の大竹JCTから広島岩国道路になる。広島岩国道路にはサービスエリアやパーキングエリアが設置されておらず、約38km先の宮島SAまで休憩できる場所がない。

## 隣
E2 山陽自動車道
(34)岩国IC - 玖珂PA - (35)玖珂IC